# Ромителли, Фаусто
Фаусто Ромителли (итал. Fausto Romitelli; 1 февраля 1963, Гориция — 27 июня 2004, Милан) — итальянский композитор.

## Биография
Фаусто Ромителли родился в Гориции, его отец был педиатром, мать — государственным служащим. В 1981 году, окончив среднюю школу, Ромителли стал студентом факультета гуманитарных наук университета Триеста. В 1982 году он продолжил учёбу в Миланской консерватории, где изучал композицию под руководством Умберто Ротонди. После окончания консерватории в 1988 году композитор учился на курсах в Франко Донатони в Милане, в академии Киджи в Сиене и в академии Перози в Биелле.
В 1991 году Ромителли переехал в Париж, где изучал музыкальную информатику в Институте исследования и координации акустики и музыки (IRCAM). В 1993—1995 годах сотрудничал с институтом в качестве композитора-исследователя (фр. compositeur en recherche). Во время пребывания в IRCAM Ромителли сблизился с композиторами спектральной школы: в этот период он дружил с Микаэлем Левинасом и Жераром Гризе, учился у Юга Дюфура.
В 2004 году после продолжительной болезни Фаусто Ромителли умер от рака.

## Творчество
На творчество Ромителли повлияли спектральные техники композиции: под влиянием спектрализма композитор применял компьютерные технологии к анализу звука, вводил электронные инструменты в состав инструментальных ансамблей. В произведениях композитора спектральные техники сочетались с элементами, заимствованными из массовой музыкальной культуры (техно и рока). По мнению музыковеда Эрика Деню, объединение популярной и академической музыки удалось композитору благодаря способности чувствовать звук непосредственно и «телесно», отвергая его интеллектуальную интерпретацию. В целом, звук представлялся композитору в качестве материала, обладающим текстурными свойствами (такими как плотность, зернистость или пористость), а о звуках, заимствованных из популярной музыки, Ромителли отзывался как о «загрязнённых» и «жёстких».

### «Professor Bad Trip»
Интересы Ромителли, выходившие далеко за пределы академической музыки, отразились в трилогии «Professor Bad Trip» (1998—2000), вдохновлённой тремя источниками: книгой стихов Анри Мишо «Познание через пучины», написанной под влиянием мескалина, триптихом Фрэнсиса Бэкона «Три этюда для автопортрета» и образом итальянского художника и карикатуриста Джанлуки Леричи, чей псевдоним — Профессор Бэд Трип — дал название пьесе. В трилогии Ромителли обратился к теме галлюцинаторных переживаний, которая стала поводом для экспериментов над формой произведения. Эксперименты с формой также были вдохновлены серией картин Бэкона: исследователи творчества Ромителли отмечают, что в работах художника и композитора наличие предустановленной схемы сочетается со стремлением авторов нарушить её.
Общая схема пьесы включает три «урока», каждый из которых разделён на четыре эпизода. По словам композитора, в каждой части трилогии он, также как и Бэкон в «Этюдах для автопортрета», возвращался к обработке одного и того же материала. В рамках общей симметричной схемы композитор реализовал неравномерное чередование «активных» и «пассивных» фаз, вступающее в противоречие c принципами равновесия и контраста. Композитор указывал, что в процессе искажения изначальной симметричной структуры в произведении возникли серии навязчивых повторений, которые определили гипнотический и ритуальный характер пьесы.

### «EnTrance», «Flowing Down Too Slow»
Пьеса «EnTrance» (1995—1996) включает в себя исследование голоса при посредстве мантры из «Тибетской Книги мёртвых». Музыка лаконична и подобна ритуалу для ввода в транс. Сочинение «Flowing Down Too Slow» (2001) отмечено влиянием таких музыкантов, как Aphex Twin, Scanner и др., но в основе по-прежнему лежит гипнотический и ритуальный метод, стремление к искаженному и неестественному.

### «Dead City Radio (Audiodrome)»
На одном из семинаров Ромителли говорил об идее, вдохновлённой МакЛюэном и Ги Дебором, о том, что непосредственный опыт мира отфильтрован, опосредован и искажён технологиями. По словам Ромителли, искусственное, искажённое, отфильтрованное — и есть природа для современного человека. Вдохновляясь также идеями Батая, Ромителли настаивал, что искусство не может сопротивляться технологическому насилию иначе, чем через ответ, который ещё более жесток и искусственен.
«Dead City Radio (Audiodrome)» (2003) интерпретирует ужасные взаимоотношения между восприятием и технологией и размышляет о технике производства и воспроизводства электронных каналов. Идейная основа произведения — книга Маклюэна «Понимание медиа». Конфронтация тембра (искаженный звук гитары) и гармонии приводит к откровениям большой художественной силы.

### «Каталог металлов»
Партитуру «Каталога металлов» (2003) Ромителли написал за 50 осенних дней, работая по 15 часов в сутки в течение последних недель своей активной жизни Это произведение является своего рода стилистическим манифестом автора..
Целью «Каталога металлов» является превращение светского жанра оперы в опыт тотального восприятия, погружающего зрителя в раскаленную материю, светящуюся и звучащую, в магму плывущих звуков, форм и цветов, ни о чём не повествующую, но гипнотизирующую, овладевающую и вводящую в транс.Фаусто Ромителли
«Каталог металлов» — это «фактурный видеоряд плюс электроника и симфонический оркестр, отголоски Pink Floyd, финского техно, текстов Батая — и живьем сопрано и струнный оркестр». Либретто написала Кенка Лекович. Паоло Пакини и Леонардо Ромоли — авторы визуальной составляющей спектакля: монтаж кадров, на которых мелькают металлы, снятые через фильтры, поверхность луны, огонь и др.
Пять «картин» произведения делятся на три галлюцинации. В первой галлюцинации девушка тонет в металлах, в третьей — из них восстаёт, причём появляется более или менее ясное ощущение мелодии.

## Аллюзии
- «Dead City Radio». В самом начале звучит цитата из «Альпийской симфонии» Рихарда Штрауса.
- «An Index of Metals». В начале — повторяющийся и неизменно затухающий аккорд, напоминающий о «Shine On You Crazy Diamond» «Pink Floyd».[23]
- «An Index of Metals». Название, использующееся для нескольких частей произведения — «Тонущая девушка» — аллюзия на одноимённую картину Роя Лихтенштейна.[23]